# Giovanni Caccia-Piatti
Giovanni Caccia-Piatti, italijanski rimskokatoliški duhovnik, škof in kardinal, * 8. marec 1751, Novara, † 15. september 1833.

## Življenjepis
8. marca 1816 je bil povzdignjen v kardinala in imenovan za kardinal-diakona Ss. Cosma e Damiano.